# آلة تصوير فيديو

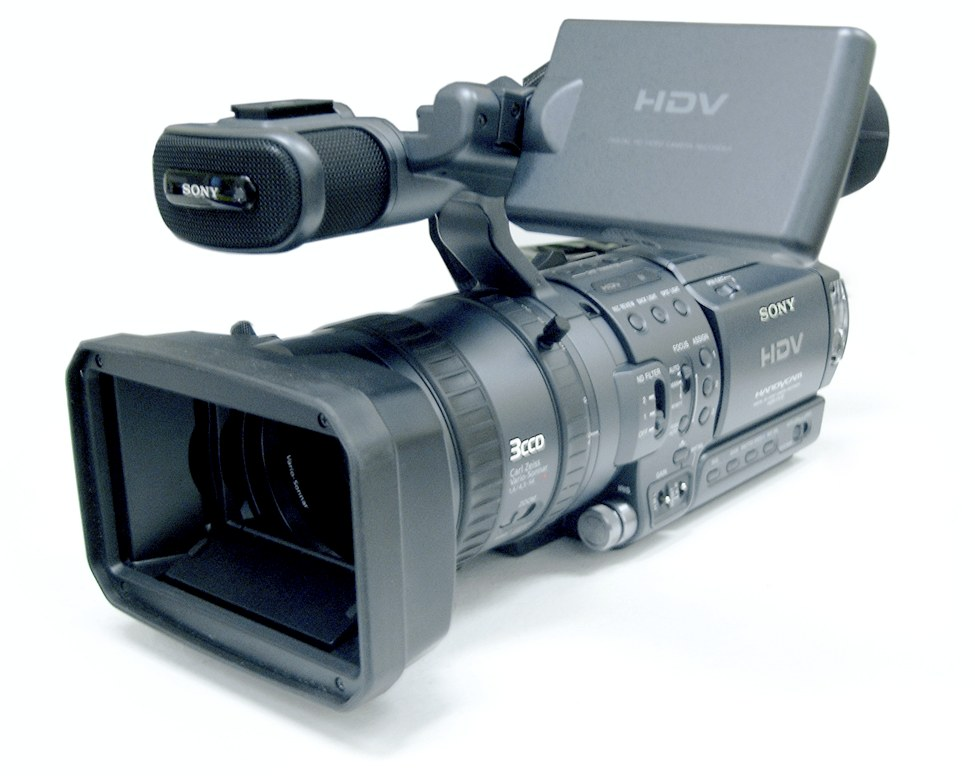
كاميرا فيديو عالية الوضوح HD من سوني

آلة تصوير الفيديو أو كاميرا الفيديو هي آلة إلكترونية تستخدم لالتقاط المشاهد وتخزينها على هيئة صور متحركة. طُوِّرت كاميرات الفيديو مبدئيًا للاستخدام التلفزيوني (الصناعة التلفزيونية)، لكنها الآن تستخدم لتطبيقات أخرى.
تستخدم كاميرات الفيديو حاليًا (بشكل رئيسي) بطريقتين: البث الحي، مثل البث التلفزيوني للأحداث المختلفة، وكاميرات المراقبة الأمنية.
الطريقة الثانية هي التسجيل على وسائط التخزين، مثل البرامج التلفزيونية والأفلام، أو لأغراض الأرشفة أو الاستخدام اللاحق.

## من أنواع كاميرات الفيديو
- كاميرات الفيديو الاحترافية وتستخدم في القطاع التلفزيوني أو قطاع الأفلام، وتكون متحركة (متنقلة) أو ثابتة في الاستوديو، وتوفر تحكماً كبيرا لعملية التصوير.
- كاميرات الفيديو المسجِّلة: والتي تجمع بين كاميرا الفيديو ومسجل عليبات الفيديو، وتكون صغيرة وسهلة الحمل والاستخدام وتستخدم في الأعمال التلفزيونية والاستخدام المنزلي، وغيرها من الاستخدامات المشابهة الأخرى.
- كاميرات الدوائر التلفزيونية المغلقة وتستخدم عموماً للأغراض الأمنية وأغراض المراقبة، وتتميز بأنها صغيرة، سهلة الإخفاء، تعمل بصورة أوتوماتيكية، أو بالتحكم عن بعد، وتتحمل الظروف البيئية كالحرارة/البرودة العالية أو مناطق الإشعاع. يمكن اعتبار كاميرات الويب جزءًا من هذا النوع.
- كاميرات الفيديو الرقمية وهي التي تحول الفيديو المسجل إلى إشارة رقمية وتخزنه وفقاً لذلك على وسائط التخزين، وتتميز هذه الكاميرات بصغر حجمها، مثل تلك الموجودة في الهواتف والحواسيب المحمولة وغيرها من المنتجات الإلكترونية، وتستخدم أيضاً في أعمال المراقبة والأمن.
- كاميرات الأنظمة المتخصصة مثل تلك الأنواع التي تستخدم في أغراض البحث العلمي، مثل الأقمار الصناعية ومركبات مراقبة الفضاء أو في مجالات الذكاء الصناعي، أو مجالات أبحاث الإنسان الآلي، ومثل هذه الآلات تستخدم الضوء غير المرئي، مثل الأشعة تحت الحمراء (لأجهزة الرؤية الليلية أو أجهزة تحسس الحرارة) أو الأشعة السينية (للأغراض الطبية والتشريحية).